# George Ernest Thompson Edalji
George Ernest Thompson Edalji  (Engleska, ožujak 1876. – Welwyn Garden City, 17. srpnja 1953.), engleski odvjetnik koji je nepravedno osuđen za slučaj poznat kao “Great Wyrley Outrages“.

## Životopis
George Ernest Thompson Edalji [Edaldži] prvo je dijete Charlotte rođ. Stoneham i Shapurjija Edaljija. Shapurji je bio Parsi, odrastao u Bombaju gdje se obratio na Englesku crkvu, postao je vikar. Napisao je „Gramatiku jezika Gujeratija“. Studirao je na "St. Augustine's Collegeu" u Caterburyju u Engleskoj. Zaredio ga je biskup Macarness, jedno je vrijeme služio u Liverpoolu od kuda je premješten u Great Wyrley gdje se brinu o vikariji.  Majka mu je rođena u Škotskoj, a njezin je otac bio vikar Ketleyja.   Osim Georga bračni par Edalji imali su još jednoga sina, Horacea, i djevojčicu Maud, koja je u mladost bila vrlo lošeg zdravlja.  George se školovao u seoskoj školi, bio je vrlo povučen, miran dječak. Studirao je pravo na "Mason Collegeu" u Birminghamu. Nakon položenoga odvjetničkog ispita 1898. otvara ured u Birminghamu, u ulici Newhalt 54. Živi u roditeljskoj kući i svaki dan putuje na posao vlakom. Napisao je knjigu „Željezničko pravo za običnoga putnika“ koje je tiskano u Londonu 1901.

## Anonimna pisma
Godine 1888. u vikariju počinji stizati anonimna prijeteća i uvredljiva pisma iz različitih dijelova Engleske. Uz pisma u novinama se pojavljuju lažni oglasi u kojima se u ime vikara nude razne usluge. Ponekad su pisama potpisana s Đavao, Sotona, Belzebub, banda iz Wyrleyja. Iako su Edaljijevi prijavili policiji te slučajeve, policija nije ništa poduzela. Pisma prestaju stizati 1896. A onda nakon sedam godina pauze ponovno počinju pristizati.

## Sakaćenja životinja
Godine 1903. u Great Wyrleyu započinju sakaćenja životinja. Netko bi noću prilazio životinjama i ozljeđivao ih nepoznatim predmetom za koji je poslije ustanovljeno da je bila lanceta. Životinje su ranjene dugačkim plitkim rezovima. Rane su bile takve da su životinje ili iskrvarile ili su morale biti ubijene. Policija je pod pritiskom Georga Augustusa Ansona (načelnika redarstva) organizirala noćne straže. Unatoč tome sakaćenje se nastavilo. U noći sa 16. na 17. rujna padala je jaka kiša. Ujutro je pronađen unakažen rudarski poniji. Budući da se vikarija i ime Erdelji nekoliko puta pojavilo u anonimnim pismima, policija je svoju pažnju usmjerila na Georgea Edaljija. U pretresu njihove kuće pronađene su britve na kojima su bile neke mrlje, zatim stari kaput koji je visio kod stražnjih vrata na kojemu su otkrivene dvije mrlje - jedna bjelkasta a druga tamna (za koje se pretpostavljalo da su ponijeva slina i krv) i nekoliko dlaka za koje se sumnjalo da su životinjske, njegove su čizme bile mokre. Situaciju je dodatno otežala Edaljijeva navika da svaku večer, nakon što bi došao kući s posla, ide u šetnju bez obzira na vremenske prilike. Inspektor Campbell, koji je vodio istragu, uhitio je Edaljija zbog sumnje da je on osakatio ponija.

## Suđenje
Georgea Edaljija teretilo se po dvije točke optužnice: 1. ranjavanje ponija u vlasništvu tvrtke Ugljenokop Great Wyrley i 2. slanje pisma naredniku Robinsonu u Hednesfordu oko 11. srpnja u kojem prijeti da će ga ubiti (G. Edalji tvrdio je da nije poznavao narednika Robinsona). Stručnjak za ortografiju potvrdio je da je pisma pisao Edalji; veterinar je potvrdio da su ozljede nastale oko pola 3 ujutro. (George i njegov otac, jer su spavali u istoj sobi, zaključani, tvrdili su da George nije izlazio iz sobe). Utvrđeno je da su dlake na kaputu životinjske i da su slične ponijevima duljinom, bojom i strukturom. Bjelkasta mrlja bila je škrob, tamne mrlje bile su krv, ali se nije moglo ustanoviti kada su nastale niti kome pripadaju. Sakaćenja su nastavljena i dok je Edalji bio u pritvoru. George Edalji po prvoj je točki optužnice proglašen krivim, druga je točka optužnice povučena.  Osuđen je na sedam godina zatvora. U znak podrške i zahtjeva za oslobođenje organizirana je peticija u kojoj je skupljeno 10 000 potpisa.

## Zatvor
Nakon 12 dana iz Stafforda je prepraćen u Lewes (zatvorenik br. 247), a nakon šest mjeseci samice premješten je u kaznionicu u Portland (zatvorenik br. D462-7). Iznenada nakon tri godine odveden je u Pentonville gdje mu je rečeno da ga pripremaju za otpust. Scotland Yard tražio je od njega da prijavljuje adrese boravka i da im se jednom mjesečno javlja. Odluku o njegovu puštanju donio je prethodni ministar unutarnjih poslova Akers-Douglas, a u djelo sproveo tadašnji ministar Herbert Gladstone. Edalji nije dobio nikakvo službeno objašnjenje. Budući da presuda nije poništena, a nije mu ponuđena ni isprika ili odšteta, te ne znajući je li sada kriv ili nevin Erdalji o svom slučaju piše Arthuru Conanu Doyleu. Glavni motiv mu je ponovno otvaranje odvjetničkoga ureda koji ne može otvoriti sve dok ne bude oslobođen krivlje i ponovno primljen u komoru.

## Oslobađajuća presuda
Arthur Conan Doyle istražio je Edaljijev slučaj, ponovno je dao procijeniti dokaze koji su optuživali Edaljija. Stručnjak za ortografiju potvrdio je da rukopis anonimnih pisama ima sličnosti s Edaljijevim rukopisom, ali da ta pisma nije napisao Edalji. Također je utvrđeno da George Edalji ima veliku dioptriju i astigmatizam, a jer nije nosio naočale bilo bi nemoguće da je u noći uz jaku kišu mogao počiniti zločin za koji ga se teretilo. Glavni osumnjičeni po Doyleovu mišljenju bio je Royden Sharp poznat kao Speck. On je pohađao istu školi kao i Edalji, bio je problematičan dječak, loš učenik, stalno je izazivao nevolje, krađe, razbijanja. Sedam je godina boravio na moru (od 1896. do 1902.  kad pisma nisi stizala). Doyle je pretpostavio da su on i njegov brat Wallie pisali anonimna pisma i sakatili stoku. Svoje je dokaze iznio u seriji članaka u  „Daily Telegraphu“. Nakon toga doneseno je izvješće koje je potpisao H. J. Gladstone po kojemu su utvrđene nepravilnosti u suđenju Edaljiju. Edalji je 1907. oslobođen optužaba za sakaćenje životinja, nije dobio nikakvu odštetu, a nitko nije ni odgovoran što je tri godine proveo u zatvoru.

## Nakon presude
Nakon što je proglašen nevinim, Edaljiju je vraćena dozvola za rad. Ponovno je otvorio praksu u ulici Borough High 79. do 1941., a zatim je imao ured na trgu Argyle od 1942. do 1953. Živio je sa svojom sestrom Maude do smrti 17. srpnja 1953, a kao uzrok smrti utvrđena je koronarna tromboza.
Četiri godine nakon smrti Conan Arthura Doyla Enoch Knowles na staffordshireskom kraljevskom sudu priznao je krivnju za prijetnje i pisanje pisama. Počeo ih je pisati 1903. potpisujući se kao „G. H. Darby, kapetan bande iz Wyrleyja“. Slučaj Georgea Edaljija bio je jedan od slučajeva koji su potaknuli osnivanje „Court of Criminal Appeal“.

## Ekranizacije i književna djela
- BBC, 1972. u seriji "The Edwardians" o Conanu Doylu govori o tom slučaju; Doyla glumi Nigel Davenport, Edaljija Sam Dastor, a vikara Edaljija Renu Setna.

- radiodrama, 1995. „Conan Doyle's Strangest Case“, autor: Tony Mulholland

- Julian Barnes, 2005. Arthur i George – roman; pisama, citati iz novina, vladina izvješća, parlamentarne rasprave u romanu su autentični. Na temelju te knjige 2015. snimljena je i istoimena serija

- Roger Oldfield: „Outrage: The Edalji Five and the Shadow of Sherlock Holmes“, 2010.

- Gordon Weaver: „Conan Doyle and the Parson's Son: The George Edalji Case“, 2012.